# Le Candidat
Le Candidat est une pièce de théâtre sous forme de vaudeville de Gustave Flaubert écrite en 1873 et dont la première eut lieu le 11 mars 1874 au théâtre du Vaudeville.

## Présentation

### En France, la transition républicaine
Lors de la guerre franco-allemande de 1870, l'armée impériale de Napoléon III est vaincue par la Prusse. La Commune éclate après la levée du siège de Paris. La répression des armées versaillaises d'Adolphe Thiers est terrible. Dans ce contexte, se tiennent les premières élections de la Troisième République, marquées par les antagonismes légitimistes, républicains et des nouvelles classes industrielles.

### Gustave Flaubert, difficultés financières

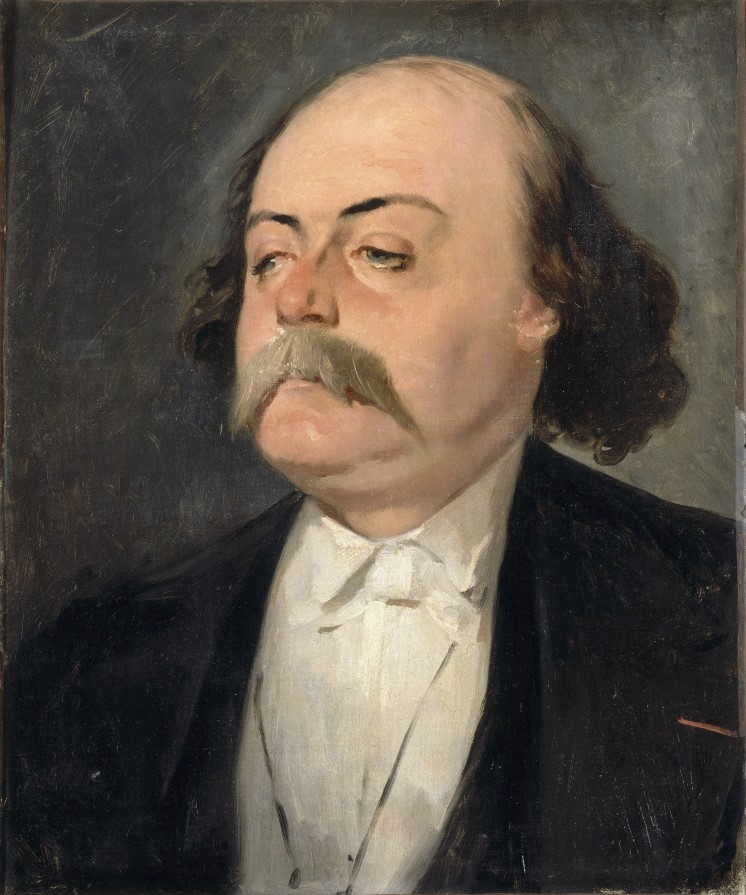
Portrait de Gustave Flaubert, Pierre Giraud, 1856

Durant l'hiver 1870-1871, les Prussiens occupant une partie de la France dont la Normandie et Croisset, Flaubert se réfugie avec sa mère chez sa nièce, Caroline, à Rouen ; sa mère meurt le 6 avril 1872. À cette époque, il a des difficultés financières liées à la faillite de son neveu par alliance : il vend ses fermes et quitte par économie son appartement parisien alors que sa santé devient délicate.

### L'écriture, à contrecœur
Gustave Flaubert en 1872 travaille à l'adaptation et la refonte de Le Sexe faible, une pièce de théâtre de son ami Louis-Hyacinthe Bouilhet. Ce travail l'incite à se consacrer lui-même à l'écriture d'une pièce et en juin 1873 il s’attelle à l'écriture du Candidat, qu'il envisage comme un vaudeville.
Pourtant, l'art dramatique répugne à Flaubert. À cette époque il amasse la documentation de Bouvard et Pécuchet, mais sous les conseils de Carvalho, directeur au Théâtre du Vaudeville, qui souhaite jouer le Candidat avant le Sexe faible, écrit la pièce en deux mois pour pouvoir se dédier tout entier à son roman. « Et puis le style théâtral commence à m'agacer. Ces petites phrases courtes, ce pétillement continu m'irrite à la manière de l'eau de Seltz, qui d'abord fait plaisir et qui ne tarde pas à vous sembler de l'eau pourrie. D'ici au mois de janvier, je vais donc dialoguer le mieux possible, après quoi, bonsoir ! je reviens à des choses sérieuses. » écrit-il à George Sand.
La pièce est terminée en novembre. Flaubert en fait une lecture le 11 décembre à des acteurs à succès de l'époque. L'impression est excellente ; quelques remaniements sont demandés à l'auteur et les répétitions débutent le 20 décembre.

## Réception

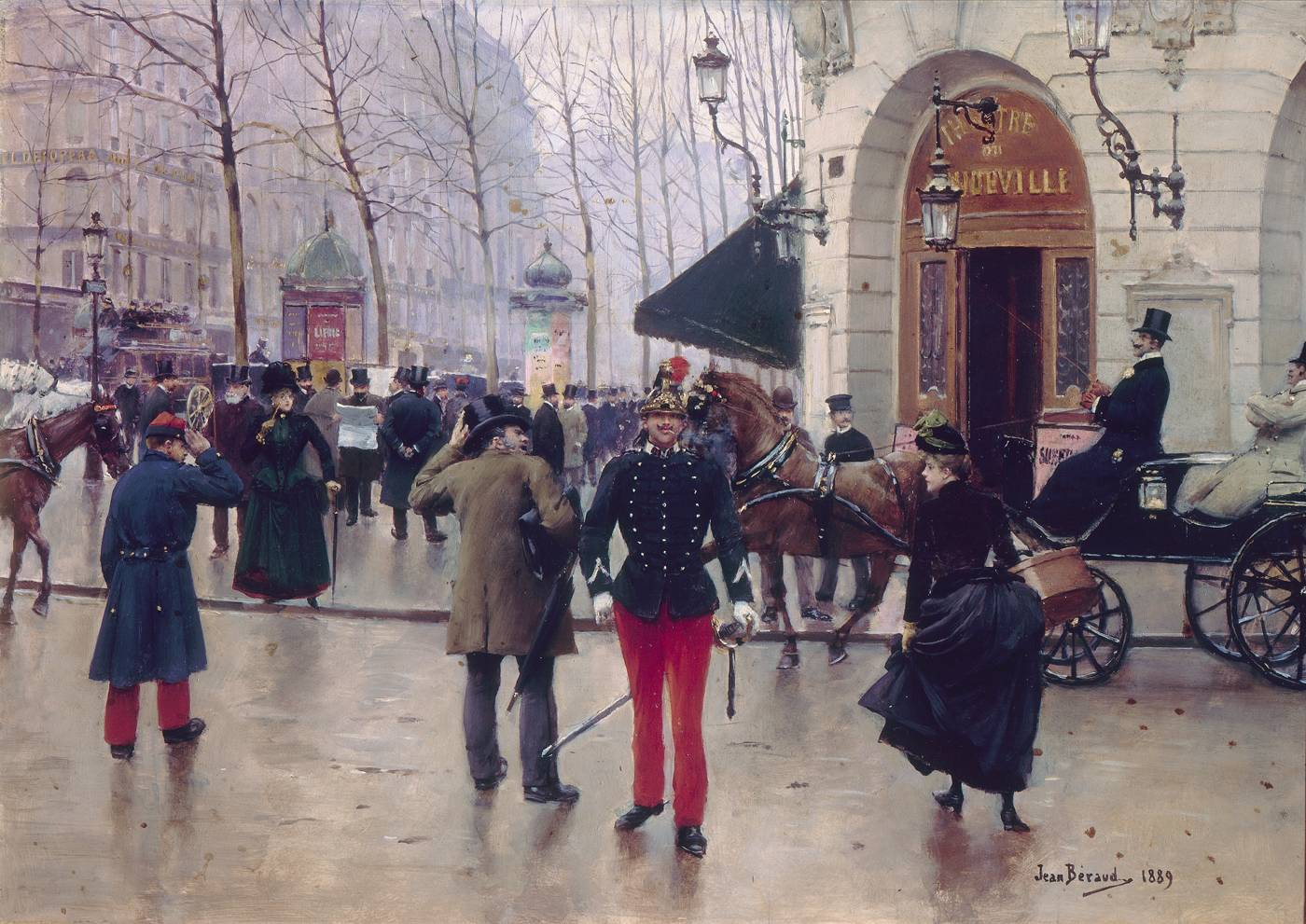
Théâtre du Vaudeville, par Jean Béraud, 1889

Le 11 mars 1874 a lieu la première de la pièce qui s'avère être un échec patent au point que Flaubert la retire de l'affiche à la quatrième représentation sous les quolibets de la presse et de certains de ses proches.
Il annonce ainsi l'insuccès à George Sand : « Pour être un four, c'en est un ! ceux qui veulent me flatter prétendent que la pièce remontera devant le vrai public, mais je n'en crois rien. Mieux que personne je connais les défauts de ma pièce. Si Carvalho ne m'avait point, durant un mois, blasé dessus avec des corrections que j'ai enlevées, j'aurais fait des retouches ou peut-être des changements qui eussent peut-être modifié l'issue finale. Mais j'en était tellement écœuré que pour un million je n'aurais pas changé une ligne. Bref, je suis enfoncé. » ; « Il faut dire aussi que la salle était détestable, tous gandins et boursiers qui ne comprenaient pas le sens matériel des mots. On a pris en blague des choses poétiques. Un poète dit : "C'est que je suis de 1830, j'ai appris à lire dans Hernani et j'aurais voulu être Lara." Là-dessus, une salve de rires ironiques. Et puis, j'ai dupé le public à cause du titre. Il s'attendait à un autre Rabagas ! Les conservateurs ont été fâchés de ce que je n'attaquais pas les républicains. De même, les communards eussent souhaité quelques injures aux légitimistes. »
Le Candidat, représenté sur le théâtre du Vaudeville du 11 au 14 mars 1874, parait quelque temps après en librairie, édité par Charpentier .

## Lieux des scènes
ACTE PREMIER : Chez M. Rousselin. - Un jardin. - Pavillon à droite. - Une grille occupant le côté gauche.
ACTE DEUXIÈME : Le théâtre représente une promenade sous les quinconces. - A gauche, au deuxième plan, le café Français ; à droite, la grille de la maison de Rousselin. [...]. 
ACTE TROISIÈME : Au Salon de Flore. L'intérieur d'un bastringue. En face, et occupant tout le fond, une estrade pour l'orchestre. Il y a dans le coin de gauche une contrepasse. Attachés au mur, des instruments de musique ; au milieu du mur, un trophée de drapeaux tricolores. Sur l'estrade un taule avec une chaise ; deux autres tables des deux côtés. Une petite estrade plus basse est au milieu, devant l'autre. Toute la scène est remplie de chaises. A une certaine hauteur un balcon, où l'on peut circuler. 
ACTE QUATRIÈME : Le cabinet de Rousselin. Au fond, une large ouverture avec la campagne à l'horizon. Plusieurs portes. A gauche, un bureau sur lequel se trouve une pendule.

## Distribution des rôles en 1867
Tableau des noms et âges des comédiens lors des quatre premières représentations :
| Personnages                                     | Âge | Acteurs      |
| ----------------------------------------------- | --- | ------------ |
| ROUSSELIN, industriel candidat député           | 56  | Delannoy     |
| MUREL, directeur de filature                    | 34  | Goudry       |
| GRUCHET, Pierre-Antoine                         | 60  | St-Germain   |
| JULIEN DUPRAT, poète-journaliste de l'Impartial | 24  | Train        |
| Le comte de BOUVIGNY                            | 65  | Thomasse     |
| ONÉNIME                                         | 20  | Richard      |
| DODART, notaire                                 | 60  | Michel       |
| PIERRE, domestique de M. ROUSSELIN              | -   | Ch. Joliet   |
| Mme ROUSSELIN                                   | 38  | H. Neveux    |
| LOUISE, sa fille                                | 18  | J. Bernhardt |
| Miss ARABELLE, instructrice                     | 30  | Damain       |
| FÉLICITÉ, bonne de Gruchet                      | -   | Bouthié      |
| MARCHAIS                                        | -   | Royer        |
| HEURTELOT                                       | -   | Lacroix      |
| LEDRU                                           | -   | Cornagli     |
| HOMBOURG                                        | -   | Colson       |
| VOINCHET                                        | -   | Moisson      |
| BEAUMESNIL                                      | -   | Fauvre       |
| Un garde champêtre                              | -   | Bource       |
| Le président de la réunion électorale           | -   | Jacquier     |
| Un garçon de café                               | -   | Vaillant     |
| Un mendiant                                     | -   | Jourdan      |
| Paysans, ouvriers, etc.                         |     |              |

## Thèmes

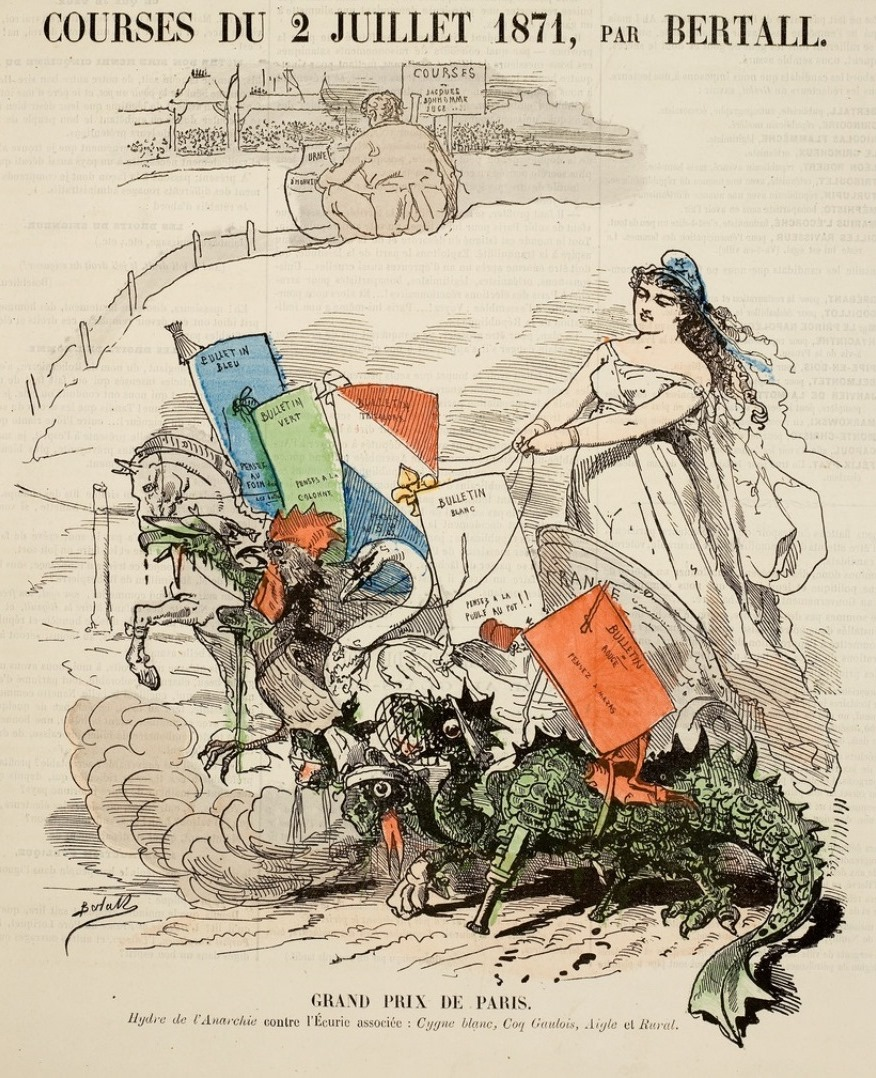
Courses du 2 juillet 1871, par Bertall, Le Grelot, 25 juin 1871.
Faisant la course avec l'hydre de l'anarchie, le char de la République est attelé au cygne légitimiste, au coq orléaniste, à l'aigle bonapartiste et au cheval de labour des ruraux.

Snobisme inspiré du Bourgeois Gentilhomme, de Molière, pour le Rousselin imitant le comte de Bouvigny et aspirant au titre de député : « Vous n'avez pas remarqué que leur domestique maintenant porte des guêtres ! Madame ne sort plus qu'avec deux chevaux, et dans les dîners qu'ils donnent [...] on change de couvert à chaque assiette. » ; « Et pour surcroît de ridicule, le voilà qui ambitionne la députation ! Il déclame tout seul devant son armoire à glace, et la nuit, il prononce en rêve des mots parlementaire. [...] Ah ! c'est que ce titre-là sonne bien, "député", ça flatte l’œil ! Et en voyage, dans un théâtre, n'importe où, si une contestation s'élève, qu'un individu soit insolent, ou même qu'un agent de police vous pose la main sur le collet : "Vous ne savez donc pas que je suis député, monsieur !" » GRUCHET à MUREL, acte I, sc.2 
Libéraux/Royalistes « ONÉSIME "Ah ! ah ! ah ! Les immortelles principes de 89 !" - GRUCHET "De quoi riez-vous ?" [...] "et du moment que vous êtes un démocrate, un suppôt de l'anarchie » (I, 3)
Industriels/Vieille noblesse « Mais vous ne voyez donc pas que ces gens-là nous méprisent par ce que nous sommes des plébéiens, des parvenus ! et qu'ils vous jalousent, vous, parce-ce que vous êtes riche ! » GRUCHET à ROUSSELIN (I, 7) « ROUSSELIN. Dieu merci, on ne se courbe plus devant les seigneurs, comme autrefois ! - BOUVIGNY En effet, votre grand-père a été domestique dans ma maison ! » (I, 8)
Province/Paris « MADAME ROUSSELIN Car le séjour en province, n'est-ce pas monsieur Murel, à la longue, fatigue ? [...] - GRUCHET Comme si cette pauvre province ne contenait que des sots ! - MISS ARABELLE, avec exaltation Oh ! non ! non ! Des cœurs nobles palpitent à l'ombre de nos vieux bois ; la rêverie se déroule plus largement que sur les plaines ; dans des coins obscurs, peut-être, il y a des talents ignorés, un génie qui rayonnera ! » I, 3

## Censure
Critique de l'église : cagot au lieu de séminariste (I, 1), suppression de passages avec l'évêque et monseigneur de Saint-Giraud (I,3), « a disparu » au lieu de « sera prêtre » (I, 7)
Critique de la république : suppression « nous feront répandre que c'est un légitimiste déguisé » (I, 13)